# حضاب (المهرة)

تعديل مصدري - تعديل

حضاب هي إحدى قرى عزلة دمقوت بمديرية حوف التابعة لمحافظة المهرة، بلغ تعداد سكانها 12 نسمة حسب تعداد اليمن لعام 2004.